# Psophia leucoptera
Psophia leucoptera là một loài chim trong họ Psophiidae.